# Cantonul Saint-Laurent-de-la-Salanque
Cantonul Saint-Laurent-de-la-Salanque este un canton din arondismentul Perpignan, departamentul Pyrénées-Orientales, regiunea Languedoc-Roussillon, Franța.

## Comune
- Claira
- Le Barcarès
- Saint-Hippolyte
- Saint-Laurent-de-la-Salanque (reședință)
- Torreilles